# 山岡憲二
山岡 憲二（やまおか けんじ、1903年 - 1987年3月18日）は、日本の医学者。専門分野は内科学。福岡県出身。1928年九州帝国大学医学部卒業。1944年九州帝国大学助教授、1945年岡山大学教授、1956年九州大学医学部第一内科教授。「血色素並びに胆汁色素の研究」で、1965年学士院賞受賞。1966年名誉教授。1973年日本学士院会員。1987年に死去。84歳。